# Henk Bouwman

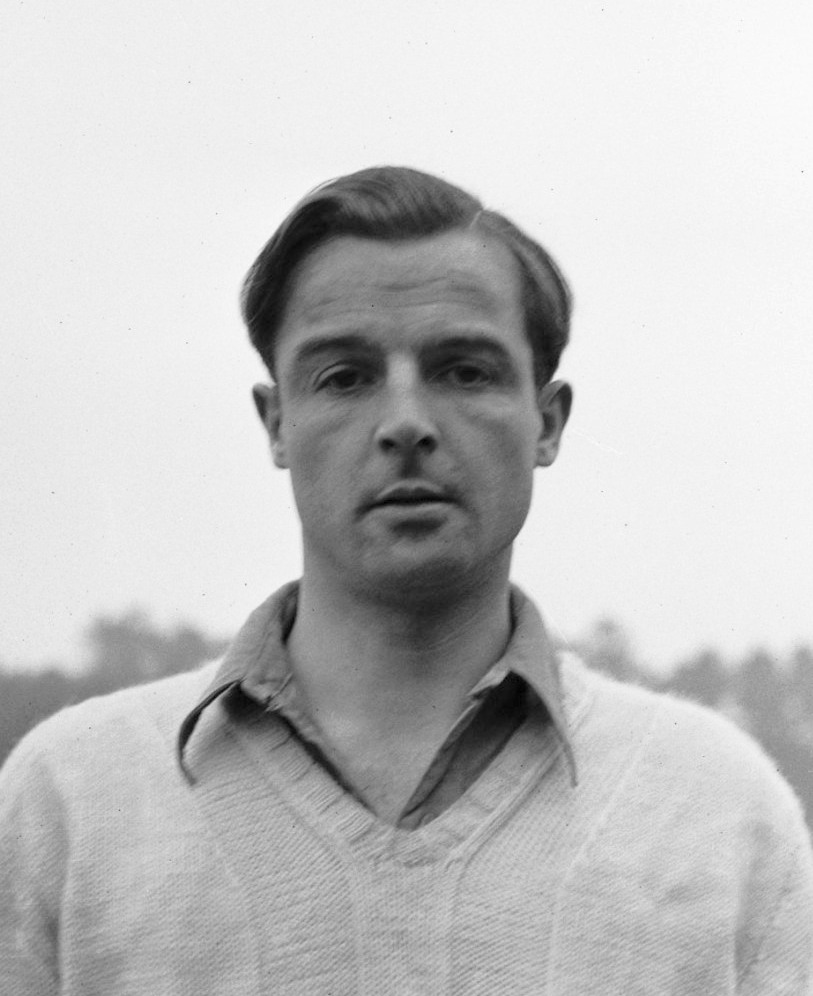
Henk Bouwman (1956)

Henricus Nicolaas „Henk“ Bouwman (* 30. Juni 1926 in Amsterdam; † 27. Dezember 1995 in Baarn) war ein niederländischer Hockeyspieler, der 1948 Olympiadritter wurde.

## Sportliche Karriere
Der Stürmer Henk Bouwman bestritt von 1948 bis 1957 37 Länderspiele für die niederländische Nationalmannschaft, in denen er 26 Tore erzielte.
Henk Bouwman debütierte 1948 bei den Olympischen Spielen in London im Halbfinale gegen die indische Mannschaft im Nationalteam, die Inder gewannen mit 2:1. In den beiden Spielen gegen die pakistanische Mannschaft kam Bouwman nicht zum Einsatz. Das erste Spiel um Bronze zwischen den Niederlanden und Pakistan endete 1:1, im Wiederholungsspiel gewannen die Niederländer mit 4:1 und erhielten die Bronzemedaille.
Nach neun Länderspielen bis 1950 absolvierte Bouwman zwischen 1950 und 1953 nur ein Länderspiel. Danach wurde er zum Stammspieler. 1956 gewann die niederländische Mannschaft ein Länderspiel gegen Polen mit 4:2, wobei Bouwman alle vier Tore erzielte. Ende 1956 hätte Bouwman noch einmal an Olympischen Spielen teilnehmen können. Aber nach dem Volksaufstand in Ungarn boykottierten die Niederlande die Spiele in Melbourne. Im Mai 1957 absolvierte Bouwman sein letztes Länderspiel.
Henk Bouwman spielte bei HC Bloemendaal. Er ist der Vater des Hockeynationalspielers Roderik Bouwman.